# Антипозитивизам
Антипозитивизам (такође познат као интерпретивизам или негативизам) веровање је унутар друштвених наука да друштвени свет не може бити предмет исте методе истраживања као и природни свет. Друштвени свет захтева различиту епистемологију у којој научници раде ван емпиризма и научног метода. Антипозитивисти сматрају да истраживачи треба да буду прво свесни наших концепта, идеја и стања језика и како ми мислимо о друштвеном свету. Дакле, антипозитивисти су фокусирани на разумевање и тумачења метода запослених.

## Концепт
Почевши са Ђанбатиста Вико  у раном 18. веку, а касније са Монтескијем, дошло је до раздвајања између природне историје и историје људског друштва. Претходна није директно под контролом човека док је чињеница да је каснија под утицајем човека. Као таква, епистемолошка разлика је направљена између природног света и друштвеног света који информише антипозитивизам. Природни свет се може разумети само разумевањем са спољним карактеристикама, док се друштвени свет може разумети и спољашњим и унутрашњим карактеристикама и само тако се може разумети у потпуности. Унутрашњи фокус је виђење пуног развића у антипозитивним методама.
У раном 19. веку, различити интелектуалци, предвођени Хегелсом,  доводе у питање могућност емпиријске друштвене анализе. Карл Маркс је умро пре него што је успостављена формална друштвена наука али је жестоко одбацио  Комтинов друштвени позитивизам упркос његовом покушајима да успостави историјски материјализам "наука о друштву".
Повећање позитивизма представљено од стране Емил Диркем ће служити да оснује модерну академску социологију и друштвена истраживања, ипак је задржао многе механичке елементе од свог претходника . Херменеутици као и Виљем Дилтај су теоретисали у појединостима о разлици између природне и друштвене науке.
Док су филозофи савременици Канта као што су Хајнрих Рајкарт тврдили да је социјални свет, са својим апстрактним мишљењем и симболиком, у супротности са научним методама анализе. У међувремену, Едмунд Хусерл негира позитивизам кроз наслов феноменологије.
На прелазу у 20. век, први талас немачких социјалиста званично је представио разумевање друштвеног антипозитивизма. Предложена истраживања која треба да се усредсреде на људске културне норме, вредности, симболе и друштвени процес гледан из личне перспективе. Као један антипозитивистички, међутим, тражени однос који није "неисторијски", непромењив, или уопштен као оне присиљене природним наукама.
Интеракција између теорије (или изграђених појмова) и података који су увек коренита у друштвеним наукама почиње да га разликује од физичке науке. Диркем је лично приметио важност од изграђених апстрактних појмова у циљу формирања изводљиве категорије за експериментисање. Макс Вебер и Георг Зимел су пионири у разумевању приступа према друштвеним наукама ; систематски процеси у коме један спољни посматрач покушава да се повеже са одређеном културном групом или домородачким народом, на њиховим властитим условима и из њиховог тачке погледа.
Кроз рад Зимел, стекао је могући карактер ван позитивистичког прикупљања података или великих детерминистичких система структуарног закона. Релативно изолован из социолошке академије током свог живота Зимел је представио  идиосинкразијске анализе модерности који више подсећа на феноменологизам и егзистенцијализам писаца него Огист Конт или Диркем. Обраћајући посебну пажњу на форму могућности друштвеног индивидуализма. Његова социологија се бави нео-Кантанском критиком границе људске перцепције. Могло би се рећи да је Мишел Фуко  преузео критике људске науке од Кантовог скептицизма до његових крајњих граница скоро пола века касније.
Антипозитивизам сматра да нема методолошког јединства наука; три су циља позитивизма: опис, контрола и предвиђање - су непотпуне, док  им недостаје разумевање. Наука има циљ да разуме узрочност да контрола може бити извршена. Ако је ово успело у социологији, то знање може бити у стању да контролише неуке и то их може водити до друштвене изградње.
Ова перспектива је довела до контроверзе око тога како се може повући линија између субјективног и објективног истраживање, а много мање повући дефинисану линију између животне средине и људске организације и утицај на студију херметичности. База концепта антипозитивизам се проширила изнад опсега друштвених наука, у ствари, феноменологија има исте принципе у свом језгру. Једноставно речено позитивисти виде социологију као науку док антипозитивисти не.

### Франкфуртска школа
Антипозитивисти традиционално настављају у успостављању критичке теорије посебно повезане са радом Франкфуртске школе друштвених истраживања. Антипозитивизам ће убудуће олакшати одбацивање од сцијентивизма; или науке као идеологије. Јирген Хабермас тврди на његовој логици друштвених наука (1967) да је " позитивне тезе јединствене науке, које асимилирају све науке у научно-друштвени модел, не због интимног односа између друштвених наука и историје и чињеница да су оне засноване на ситуацији специфичних разумевања значења и могу бити тумачена само херменеутички приступ симболичком преструктуирању стварности не може бити посматрано усамљено.
Социолог Зигмунд Бауман мисли да наша урођена склоност да изразимо моралну забринутост и идентификујемо се са другим жељама се гуши у модерности од стране позитивистичке науке и догматске бирократије.  Ако се други не уклопе у модерну одобрену класификацијом, дужан је да буде угашен.